# 小野盛綱
小野 盛綱（おの もりつな）は、鎌倉時代前期の武将。横山党。

## 経歴
承久3年（1221年）後鳥羽上皇の召により伺候する。承久の乱では京方に属し、同年5月、上皇の命により京都守護伊賀光季を討った。翌6月には官軍として美濃国摩免戸に陣したが敗走し、近江国供御瀬に陣した。時を同じくして甥の成時は宇治橋に陣したがともに敗れ、成時は宇治で戦死、盛綱は逃亡し守護職を没収された。